# Alifeleti Fakaongo
Pas d'image ? Cliquez ici

a Compétitions nationales et continentales officielles uniquement.

b Matchs officiels uniquement.
Dernière mise à jour le 28 décembre 2017.
Alifeleti "Feleti" Fakaongo, né le 16 août 1970 à Toula Vavau (Tonga), est un joueur de rugby à XV international tongien évoluant aux postes de deuxième ligne ou troisième ligne aile. Il mesure 1,92 m pour 120 kg.

## Carrière

### En équipe nationale
Alifeleti Fakaongo connait sa première sélection le 5 juin 1993 contre l'équipe d'Écosse et sa dernière le 15 juin 2002 contre l'équipe des Samoa.

## Palmarès

### En équipe nationale
- 14 sélections
- 0 point
- Sélections par année : 2 en 1993, 3 en 1995, 4 en 2000, 2 en 2001 et 3 en 2002.

En coupe du monde :
- 1995 : 1 sélection, 0 comme titulaire (Côte d'Ivoire)